# Križevci (gemeente in Slovenië)
Križevci (Duits: Kreuzdorf bei Luttenberg) is een gemeente in Slovenië. De gemeente telt 14 woonkernen: Berkovci, Berkovski Prelogi, Boreci, Bučečovci, Dobrava, Gajševci, Grabe pri Ljutomeru, Iljaševci, Ključarovci pri Ljutomeru, Kokoriči, Križevci pri Ljutomeru, Logarovci, Lukavci, Stara Nova vas, Vučja vas en Zasadi.
In Križevci staat de parochiekerk van H. Kruis.

## Geboren
- Milan Kučan (1941), president van Slovenië (1993-2003)

Apače · Beltinci · Cankova · Črenšovci · Dobrovnik · Gornja Radgona · Gornji Petrovci · Grad · Hodoš · Kobilje · Križevci · Kuzma · Lendava · Ljutomer · Moravske Toplice · Murska Sobota · Odranci · Puconci · Radenci · Razkrižje · Rogašovci · Šalovci · Sveti Jurij · Tišina · Turnišče · Velika Polana · Veržej
1. ↑  "Prebivalstvo po starosti in spolu, občine, Slovenija, polletno". Statistični urad Republike Slovenije. Geraadpleegd op 18 april 2021.